# Теммі Абрагам
Теммі Абрагам (англ. Tammy Abraham, нар. 2 жовтня 1997, Лондон) — англійський футболіст нігерійського походження, нападник італійського клубу «Рома» та національної збірної Англії. Виступає в оренді за «Мілан».

## Клубна кар'єра
Народився 2 жовтня 1997 року в місті Лондон. Вихованець футбольної школи клубу «Челсі», в академію якого пройшов у віці 8 років, пройшовши всю молодіжну систему. У сезоні 2014/15 Теммі був частиною молодіжної команди, яка виграла Молодіжний кубок Англії і Юнацьку лігу УЄФА. В останній, провівши 7 матчів відзначився 4 рази. У двоматчовому фіналі проти «Манчестер Сіті», у виїзній грі відзначився дублем (3:1), а у повторній грі забив переможний гол (2:1). 15 жовтня 2015 року, Абрагам підписав 4-річний контракт з «Челсі» до кінця сезону 2018/19. В сезоні 2015/16, команда повторила свій успіх, знову вигравши ці турніри, а Абрагам в Юнацькій лізі УЄФА забив вісім голів у дев'яти матчах, ставши другим у списку бомбардирів. Він зберіг свою форму і в Молодіжному кубку Англії, забивши переможний гол у повторному фінальному матчі проти «Манчестер Сіті» (3:1). Його результати на юнацькому рівні (41 гол в 44 матчах) привернули увагу головного тренера Гуса Хіддінка, який запросив його тренуватися з основною командою в кінці сезону 2015/16.

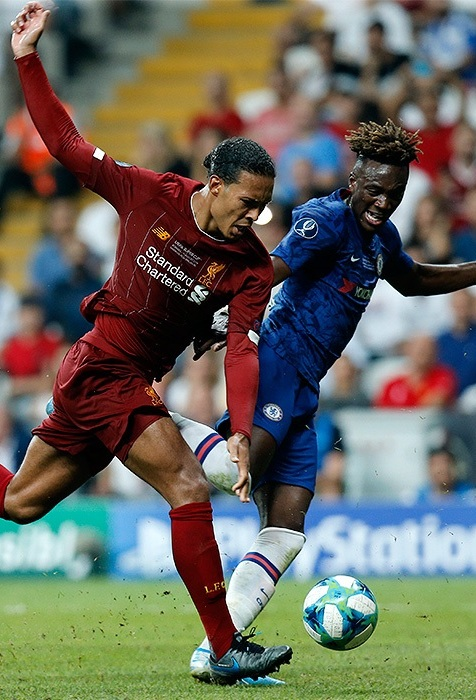
Теммі Абрагам (праворуч) проти Вірджила ван Дейка у матчі за Суперкубок УЄФА 2019.

Дебютував за першу команду «Челсі» в офіційній грі 11 травня 2016 року в матчі перенесеного 30-го туру Прем'єр-ліги проти «Ліверпуля» (1:1), замінивши Бертрана Траоре, на 74 хвилині. Потім на наступному тижні вперше вийшов на «Стемфорд Брідж» в домашньому матчі з «Лестером» (1:1), знову замінивши у другому таймі Траоре. Втім не маючи змоги стабільно грати за першу команду, у серпні 2016 року гравця було вирішено віддати в оренду для отримання ігрової практики, в результаті чого він по сезону провів у клубах «Бристоль Сіті», «Свонсі Сіті» та «Астон Вілла». Відігравши за команду з Бірмінгема 37 матчів в Чемпіоншипі 2018/19, в яких забив 25 голів, він допоміг їй повернутись в Прем'єр-лігу, а сам став другим бомбардиром турніру. Надалі Абрагам повернувся до «Челсі», з яким 2021 року виграв Лігу чемпіонів та Суперкубок УЄФА.
17 серпня 2021 року Теммі Абрахам підписав п'ятирічний контракт з італійським клубом «Рома». «Челсі» отримав 40 мільйонів євро та ще 5 мільйонів як бонуси. Починаючи з червня 2023 року, у «синіх» буде можливість викупити Абрагама за 80 мільйонів євро. Абрагам дебютував за новий клуб у Серії А 22 серпня 2021 року, вийшовши у старті в матчі з «Фіорентіною», де віддав два результативні асисти, завдяки чому «Рома» обіграла суперника з рахунком 3:1. 20 березня 2022 року Абрагам відзначився найшвидшим голом в римському дербі, забивши м'яч на 56-й секунді матчу (у тому матчі Абрахам оформив дубль), а матч з «Лаціо» закінчився з рахунком 3:0 на користь «Роми». 2022 року Абрагам допоміг команді виграти дебютний розіграш Ліги конференцій, зігравши в тому числі і у фінальному матчі проти «Феєнорда» (1:0) і загалом за турнір він забив 9 голів, посівши друге місце в списку бомбардирів.

## Виступи за збірні
2014 року дебютував у складі юнацької збірної Англії, взяв участь у 19 іграх на юнацькому рівні, відзначившись 7 забитими голами. З командою до 19 років брав участь у юнацькому чемпіонаті Європи 2016 року в Німеччині, дійшовши до стадії півфіналу.
Протягом 2016–2019 років залучався до складу молодіжної збірної Англії. У її складі поїхав на молодіжний чемпіонат Європи 2017 року у Польщі, де команда дійшла до півфіналу, а через два роки поїхав і на молодіжний чемпіонат Європи 2019 року в Італії. Там у другому матчі в групі проти Румунії він відзначився голом на 87-й хвилині, але його команда поступилася 2:4 і втратила шанси на вихід у плей-оф. Всього на молодіжному рівні зіграв у 25 офіційних матчах, забив 9 голів.
10 листопада 2017 року дебютував в офіційних іграх у складі національної збірної Англії в товариському матчі проти збірної Німеччини, де він вийшов у стартовому складі і був замінений на 60-й хвилині. Матч завершився нульовою нічиєю.

## Статистика виступів

### Статистика клубних виступів
| Сезон             | Команда           | Чемпіонат         | Чемпіонат | Чемпіонат | Національний кубок | Національний кубок | Національний кубок | Континентальні кубки | Континентальні кубки | Континентальні кубки | Інші змагання | Інші змагання | Інші змагання | Усього | Усього |
| Сезон             | Команда           | Ліга              | Ігор      | Голів     | Ліга               | Ігор               | Голів              | Ліга                 | Ігор                 | Голів                | Ліга          | Ігор          | Голів         | Ігор   | Голів  |
| ----------------- | ----------------- | ----------------- | --------- | --------- | ------------------ | ------------------ | ------------------ | -------------------- | -------------------- | -------------------- | ------------- | ------------- | ------------- | ------ | ------ |
| 2015–16           | «Челсі»           | ПЛ                | 2         | 0         | -                  | -                  | -                  | -                    | -                    | -                    | -             | -             | -             | 2      | 0      |
| 2016–17           | «Бристоль Сіті»   | Ч (ІІ)            | 41        | 23        | КА+КЛ              | 3+4                | 0+3                | -                    | -                    | -                    | -             | -             | -             | 48     | 26     |
| 2017–18           | «Свонсі Сіті»     | ПЛ                | 31        | 5         | КА+КЛ              | 5+3                | 2+1                | -                    | -                    | -                    | -             | -             | -             | 39     | 8      |
| 2018–19           | «Челсі»           | ПЛ                | 0         | 0         | КА+КЛ              | 0+0                | 0                  | ЛЄ                   | 0                    | 0                    | СА            | 1             | 0             | 1      | 0      |
| Усього за «Челсі» | Усього за «Челсі» | Усього за «Челсі» | 2         | 0         |                    | 0                  | 0                  |                      | 0                    | 0                    |               | 1             | 0             | 3      | 0      |
| 2018–19           | «Астон Вілла»     | Ч (ІІ)            | 37        | 25        | КА+КЛ              | 0+0                | 0                  | -                    | -                    | -                    | -             | -             | -             | 37     | 25     |
| Усього за кар'єру | Усього за кар'єру | Усього за кар'єру | 111       | 53        |                    | 15                 | 6                  |                      | 0                    | 0                    |               | 1             | 0             | 127    | 59     |